# Золотой век Испании

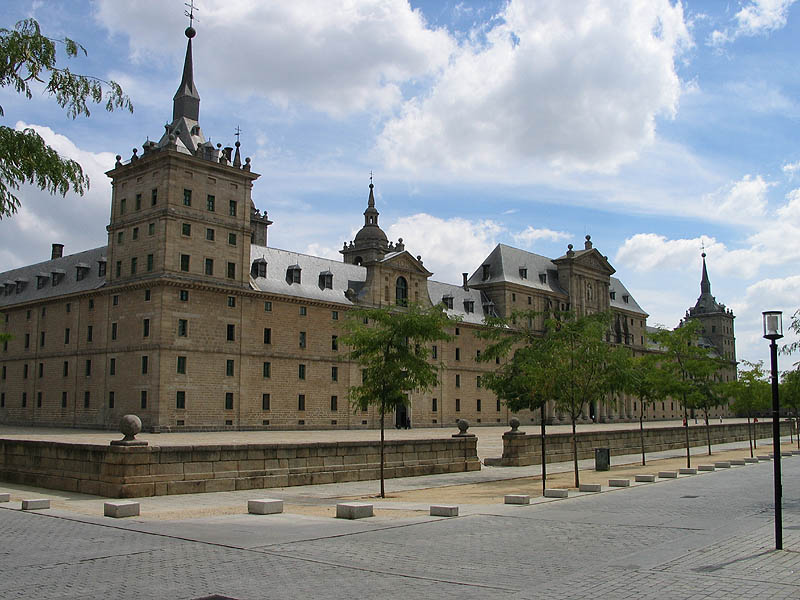
Резиденция испанских Габсбургов — монастырь Эскориал

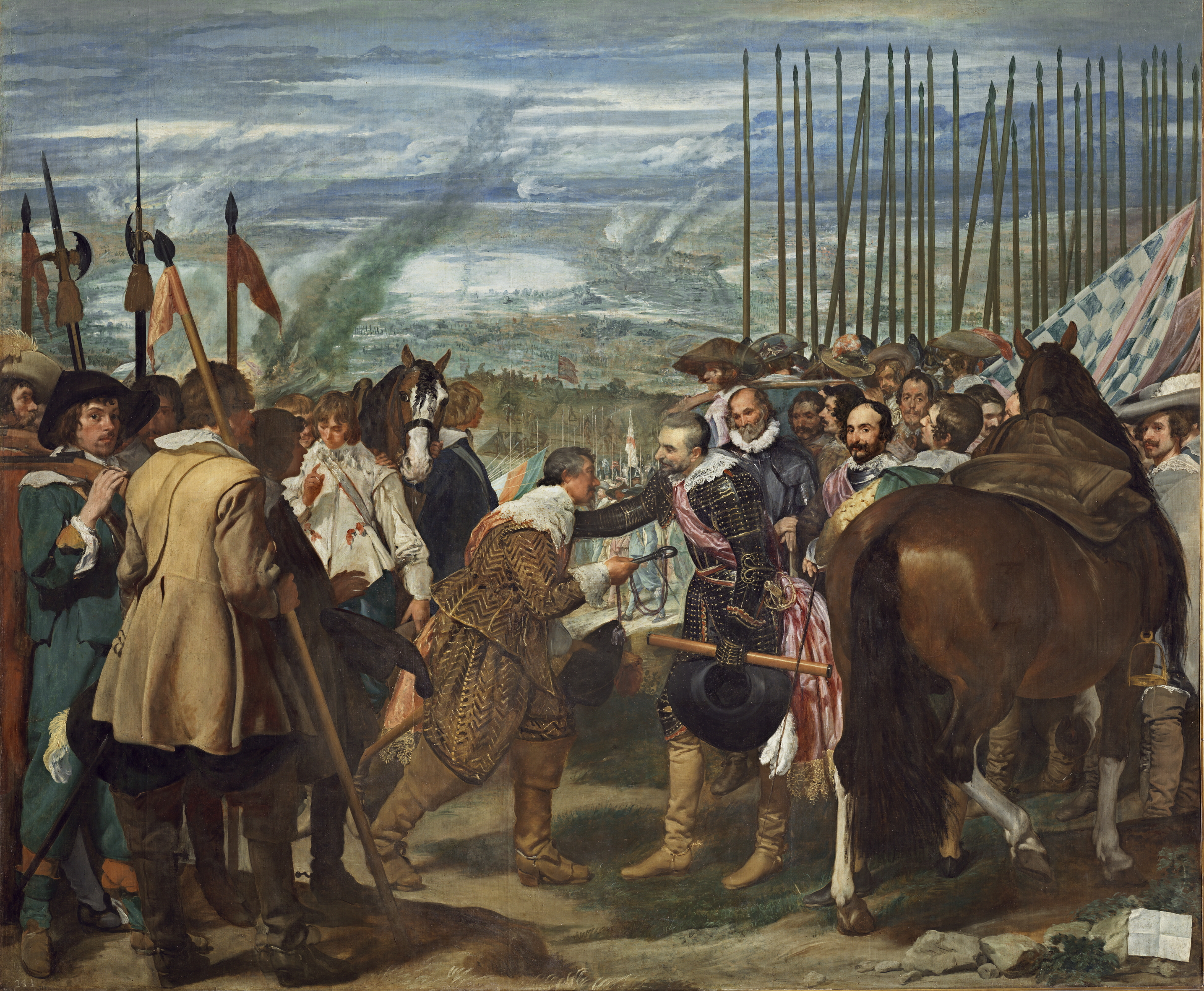
Диего Веласкес. «Сдача Бреды» (1635). Прадо

Золотой век Испании (исп. Siglo de Oro) — величайший культурный подъём в истории Испании, который пришёлся на XVI и на первую половину XVII века.

## Характеристика
Испанское государство образовалось в конце XV века путём династического брака «католических величеств» Кастилии и Арагона. В эпоху Великих географических открытий складывается колониальная империя Испанских Габсбургов, над которой, по известной присказке того времени, никогда не заходило солнце. Одновременно Испании удалось укрепить свои позиции в Европе. Испанская и португальская корона соединились в династической унии, в состав Испании вошли богатейшие земли Европы — Бургундские Нидерланды, экспансия в Италии привела к испанизации Меццоджорно.

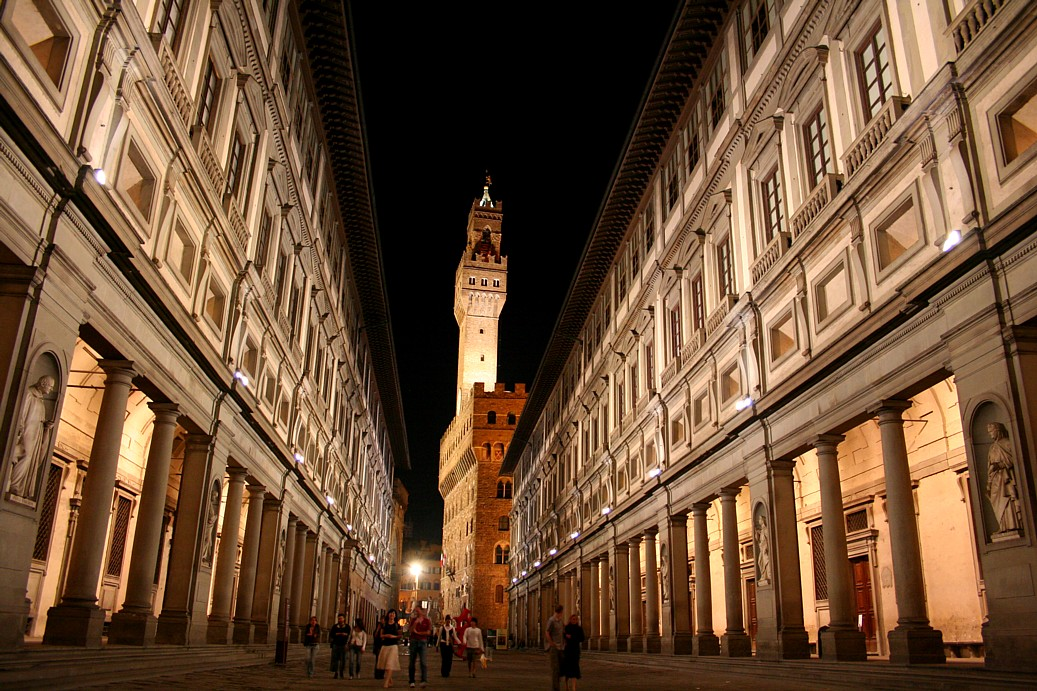
Галерея Уффици, Флоренция

Политико-экономический подъём привёл к тому, что в период Контрреформации Испания оказалась в роли культурного флагмана всей католической Европы, оставив после себя целый ряд выдающихся культурных свершений:
- Саламанкская школа сформулировала теории паритета покупательной способности и свободного рынка; Франсиско де Витория заложил основы международного права;
- романы «Дон Кихот» и «Ласарильо с Тормеса», формирование жанра плутовского романа, драматургия Лопе де Веги и Кальдерона;
- формирование самобытной музыкальной школы во главе с Томасом Луисом де Викторией и оригинальной музыкальной науки (Хуан Бермудо, Франсиско де Салинас);
- строительство Эскориала и небывалый подъём испанской живописи (Эль Греко, Веласкес, Пареха, Мурильо, Сурбаран, Кано, Ван дер Амен, Леонардо, Риси, Де Вильясис). Архитектура Испании тесно связана с эпохой архитектуры Возрождения, включающей постройки Собора Святого Петра в Риме (Государство Ватикан) и Бургосский собор в Бургосе (строительство и декорирование с отделкой было завершенно в 1567 году);
- рассвет банковской деятельности, тесно связанный с фамильным банком семьи Медичи, которые благодаря укреплению родственных отношений с Испанскими Габсбургами возвысили своё влияние. Это дало старт налаживанию агентских связей в Испании и нескольких портах Восточного Средиземноморья. Медичи основали первую банковскую систему филиалов в Европе, при помощи изобретённой ими схемы Банковских операций расширили спектр своих услуг от закупки специй до коллекционирования предметов искусства (открыта Галерея Уффици (итал. Galleria degli Uffizi — букв. «Галерея Канцелярий»), один из первых музеев во Флоренции, основанный Козимо I и Франческо I, с этого времени популярным становится такой элемент в оформлении декора, как Гротеск (орнамент), который представлен в этой галерее) и производства новых сортов шёлка и ткани[1], к тому же Мария Медичи благодаря этому создала новый элемент платья, вошедший в моду как во Франции, так и во всей Европе под названием Воротник медичи;
- создание большого количества верфей; испанский флот, хоть и не занимал первых позиций, тем не менее был одним из самых могущественных в плане прочности своих кораблей и их долговечности, а такой корабль, как «Сантисима-Тринидад» (линейный корабль первого ранга), не имел аналогов на тот момент и был эксклюзивом Испанской короны, к тому же открытие Нового Света испанцами и постройки крупной верфи в Гаване способствовало торговле и дальнейшему росту экономического развития европейских стран.

Хронологические границы Золотого века в политическом и культурном смыслах не совпадают: Испания имела статус великой державы с момента открытия Колумбом Америки и до Пиренейского мира 1659 года, а золотой век испанской культуры исчисляется с публикации романа «Ласарильо с Тормеса» (1554) до смерти последнего из классических испанских писателей, Кальдерона, в 1681 году. Единого мнения о временны́х рамках периода в историографии не сформировалось.

## Живопись
См.: Испанская живопись XVII века